# توماس فرانکوفسکی
توماس فرانکوفسکی (انگلیسی: Tomasz Frankowski؛ زادهٔ ۱۶ اوت ۱۹۷۴) بازیکن فوتبال بازنشسته اهل لهستان است. وی در ۳۰۲ بازی در لیگ برتر فوتبال لهستان ۱۶۸ گل زد و چهار بار در لیگ برتر آقای گل فوتبال شد.
از باشگاه‌هایی که در آن بازی کرده‌است می‌توان به باشگاه فوتبال ویسوا کراکوف، باشگاه فوتبال تنریف، و باشگاه فوتبال ولورهمپتون واندررز، باشگاه فوتبال استراسبورگ، شیکاگو فایر، باشگاه فوتبال الچه، باشگاه فوتبال یاگلونیا بیاویستوک، باشگاه فوتبال ناگویا گرامپوس، باشگاه فوتبال یاگلونیا بیاویستوک و باشگاه فوتبال تنریف اشاره کرد.
وی همچنین در تیم ملی فوتبال لهستان بازی کرده‌است.